# Saurauia madrensis
Saurauia madrensis ist eine Pflanzenart aus der artenreichen Gattung Saurauia in der Familie der Strahlengriffelgewächse (Actinidiaceae).

## Beschreibung
Saurauia madrensis wächst als Baum und erreicht Wuchshöhen von bis zu 13 Meter. Die Rinde ist braun. Die wechselständigen Laubblätter sind in Blattstiel und Blattspreite gegliedert. Die einfache Blattspreite ist mit einer Länge von 10 bis 25 cm und einer Breite 4 bis 11 cm elliptisch bis verkehrt-eiförmig.

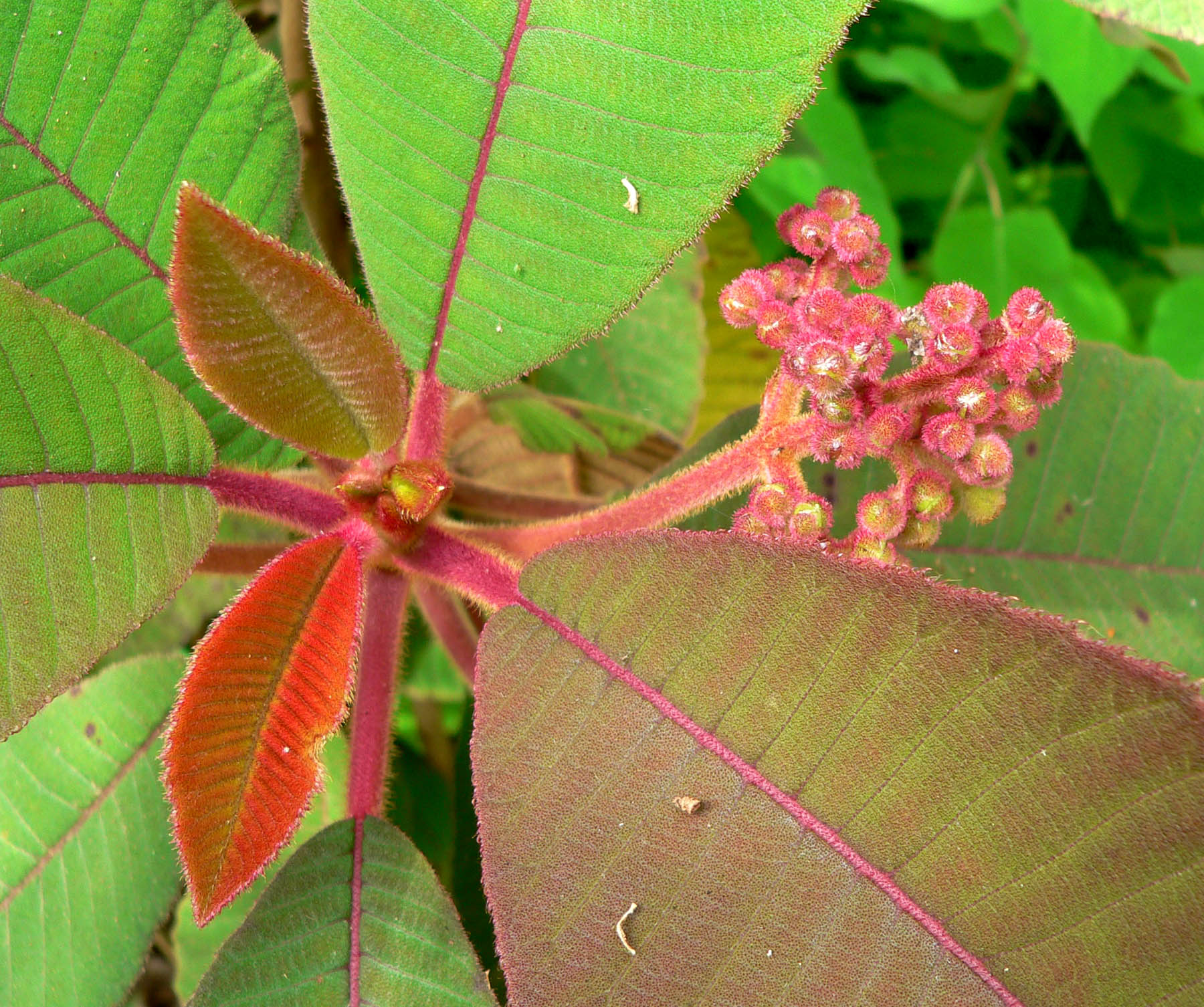
Laubblätter und Blütenstand

Der Blütenstand weist eine Länge von 6 bis 18, selten auch bis 22 cm und einen Durchmesser von 4 bis 8 cm breit auf und enthält 36 bis 60 Einzelblüten. Die Blüten sind etwa 1,5 bis 2,5 cm groß. Die Kelchblätter sind 5 bis 6 mm lang. Die Kronblätter sind 8 bis 13 mm lang und 5 bis 9 mm breit. Die 23 bis 37 Staubblätter besitzen 3,4 bis 4 mm lange Staubfäden und 2,2 bis 3 mm lange Staubbeutel. Der Fruchtknoten ist unbehaart.

## Verbreitung
Die Heimat von Saurauia madrensis liegt in Mexiko.

## Systematik
Die Erstbeschreibung von Barbara T. Keller und Dennis E. Breedlove wurde 1981 veröffentlicht.